# Eternal Pyre
 Eternal Pyre é um single da banda de thrash metal Slayer. Foi divulgado como pré-lançamento do álbum Christ Illusion.

## Faixas
1. "Cult" – 4:40 (Kerry King)
2. "War Ensemble"   –  05:59  (Letras: Tom Araya, Jeff Hanneman; música: Hanneman)
3. "Slayer – In the Studio, Behind the Scenes"    – 01:34

## Créditos
| - Tom Araya – baixo, voz - Jeff Hanneman – guitarra - Kerry King – guitarra - Dave Lombardo – bateria | - Josh Abraham – produtor na faixa #1 - Matthias Mirke – producer na faixa #2 - John Sherwood – producer na faixa #2 - Kevin Estrada – diretor na faixa #3 | - John Ewing Jr. – engenheiro na faixa #1 - Ryan Williams – engenheiro de mixagem na faixa #1 - Frank Machel – editor na faixa #2 - Mare Schettler – mixador de áudio na faixa #2 |

## Posições nas paradas musicais
| Chart (2006)         | Melhor posição |
| -------------------- | -------------- |
| Danish Albums Chart  | 3              |
| Finnish Albums Chart | 2              |
| German Albums Chart  | 3              |
| Swedish Albums Chart | 48             |
| Swiss Albums Chart   | 88             |